# 뉴질랜드 퍼스트
뉴질랜드 퍼스트(영어: New Zealand First, 마오리어: Aotearoa Tuatahi)는 뉴질랜드의 정당이다. 뉴질랜드 제일당이라고도 한다. 2005년 의회에선 군소정당 중 가장 많은 의석 수(7석)을 보유하고 있고, 노동당과 국민당에 이어 의회내 제3당이었지만, 2008년 총선 이후, 제일당은 의석 획득분기점인 5% 미만의 지지율을 얻어서 원외정당으로 전락했다. 현재 당수는 헬렌 클라크의 노동당 정부의 외무부장관이자 전(前) 뉴질랜드 국민당 소속 의원인 윈스턴 피터스(Winston Peters)가 맡고 있다.

## 당 이념 및 노선
제일당의 당 이념은 민족주의와 대중주의를 표방하고, 정치적 노선은 중도주의로 구성된 당이다. 하지만 정당의 이름과 비슷한 자국민 우선주의, 보호 무역을 주장하여 극우적인 행보로 인해 "영락없는 극우정당"이라고 비판을 받고 있다.
2015년에는 피터즈가 아시아인 유학생이 너무 많다고 불평을 토로하기도 했으며 론 마크 의원은 상점 영업시간 제한에 대해 연설 중인 뉴질랜드 국민당 소속 한국계 국회의원인 멜리사 리를 향한 인종차별적 발언으로 논란이 되기도 했다.
과거 마오리족들이 지지한 정당이었는데, 마오리족을 존중하는 강령이 삭제되면서 현재는 마오리인 후보를 공천하지 않으며 마오리족도 이 당을 지지하지 않고 있다.

## 역대 총선 결과

### 2011년 총선
2011년 11월 26일에 열린 2011년 뉴질랜드 총선 결과, 제일당은 득표율 6.81%를 득표하였다. 지역구에선 단 한 명의 의원도 배출을 못했지만 당 득표수에 따른 의석획득 분기점인 5%를 넘어 8명의 비례대표 의원을 배출하였다. 제일당은 8명의 의석을 획득했고, 다시 원내정당으로 발돋움했다. 2008년 뉴질랜드 총선에서 낙선한 윈스터 피터스는 다시 의회 진출하여 10선 의원이 되었다.